# Кайшакудук
Кайшакудук (каз. Қайшақұдық) — село в Казталовском районе Западно-Казахстанской области Казахстана. Входит в состав Талдыапанского сельского округа. Код КАТО — 274859300.

## Население
В 1999 году население села составляло 273 человека (128 мужчин и 145 женщин). По данным переписи 2009 года, в селе проживало 195 человек (99 мужчин и 96 женщин).